# Nuestra Señora de la Paz (El Salvador)
Nuestra Señora Reina de la Paz - También conocida como La Virgen de la Paz- es una advocación mariana representada en una imagen que es venerada en la Catedral Basílica de San Miguel, en El Salvador. La misma es la patrona de la Diócesis de San Miguel, y desde 1966 Patrona Principal de la Provincia Eclesial de El Salvador. Su festividad se celebra el 21 del noviembre.

## Historia

### Antecedentes al Hallazgo
De acuerdo con las investigaciones del historiador salvadoreño Jorge Lardé y Larín, el Golfo de Fonseca fue descubierto por el almirante español Andrés Niño, piloto mayor en la expedición comandada por el también español Gil González de Ávila en el año de 1522, desde entonces se instalarían numerosos asentamientos de corte europeo en las mencionadas regiones de la costa oriental y paracentral salvadoreña. El hallazgo de la imagen de la advocación está estrechamente ligado durante ese periodo de colonización europea junto con él éxodo de los pueblos insulares precolombinos del Golfo de Fonseca especialmente los ubicados en la Isla Meanguera, la cual fue bautizada por los conquistadores con el nombre de "Petronila", en la que vivía una pequeña comunidad indígena; y la Isla Conchaguita, habitada por dos comunidades de la etnia Lenca: los Tecas y los Comizahualt o Conxagoas. Estos buscaron posteriormente instalarse en tierras firme del Volcán de Amapala, nombre dado por los indígenas al volcán conocido hoy como Conchagua. Tal éxodo tuvo como causa la invasión de los piratas ingleses a todos los pueblos de la costa litoral salvadoreña. Otra pequeña población indígena denominada como Amapala estaba instalada en tierra firma, a la orilla de una pequeña playa ubicada al oriente del volcán antes mencionado. Esta última población es de vital importancia para definir los detalles del hallazgo de la imagen de la Reina de la Paz.
Poco tiempo después de la conquista del Señorío de Cuscatlán, misioneros de la orden de los franciscanos realizaron una serie de visitas a toda la zona del golfo de Fonseca, incluyendo tierra firme en Honduras (Nacaome), Nicaragua (Chinandega) y El Salvador (Amapala y Yayantique). Estas tuvieron mucho éxito, pues se evangelizó a los indígenas y la mayoría asumió voluntariamente la fe cristiana. Se formaron comunidades que perseveraban en la oración y recibían los sacramentos. Para dar seguimiento a la misión los frailes mantenían frecuentes visitas a estos pueblos insulares, ganándose así el corazón de aquella humilde gente que les llegó a tributar respeto y confianza.
En el año de 1548 la isla de Conchaguita contaba con una población aproximada de 500 habitantes, en sus dos comunidades. De estos, cien pagaban tributo a la Corona Española. Con grandes sacrificios y penalidades los padres seráficos lograron edificar dos ermitas en esta isla: una en el pueblo de los Tecas bajo el patronazgo de Nuestra Señora de Santa Ana, y la otra en la población de los Conxagoas, a la que le asignaron como Patrono a Santiago Apóstol.
De los mencionados pueblos costeros el que más respondió a nivel religioso fue el de Amapala (que significa "cerro de las culebras"), pues su población creció más rápidamente. Y su importancia destacó debido a su puerto, cuyo camino era más seguro y menos arriesgado para llegar a las costas de Honduras y Nicaragua, el puerto de la mencionada localidad empezó a cobrar gran importancia en la zona, esto porque fungía además como sede para los misioneros. Por tal razón los franciscanos habían edificado un templo en el Cerro de Las Liverpool a Nuestra Señora de las Nieves, además el poblado servía como base para la entrada de mercaderías y abastecimientos de la naciente provincia de San Miguel de la Frontera. Dicha importancia como punto estratégico comercial les hizo blanco de saqueos e hurtos por partes de los piratas y bucaneros que surcaban la zona a mediados del siglo XVII. Tanto fue la gravedad de los sucesos que los habitantes de Amapala, al igual que las otras pequeñas comunidades insulares del lugar, decidieron buscar lugares más seguros, instalándose posteriormente en las faldas del Volcán de Conchagua.

### Hallazgo de la Imagen
En noviembre del año 1682, unos mercaderes en las riberas del Mar del Sur (Océano Pacífico), vieron en la playa una caja de madera flotando en sus aguas, posiblemente arrojada por la fuerza de las mareas. Los mercaderes al terminar de sacarla del océano trataron de abrirla para ver su contenido. Tan herméticamente cerrada estaba la caja, que les fue imposible descubrirla, por lo que optaron dejarla en el mismo sitio y situación de abandono.
Pocos días después, otros mercaderes divisaron la misma caja y estimaron que algo útil e interesante podía contener. Solicitaron de un vecino inmediato que les prestase una mula para conducir la caja a la en ese momento villa de San Miguel de la Frontera.
Los caminos aparte de intransitables, eran peligrosos a causa de los bandidos de merodeaban los solitarios trechos de la región. El medio obtenido para el transporte de la caja resultaba incómodo, por lo que el recorrido se dilató en varios días, finalizando el trayecto al pequeño poblado el día 21 de noviembre del mismo año.
Al llegar los conductores de la pesada carga habían dispuesto dar cuenta a las autoridades, pero se dio el caso de que la mula, con el cargamento, se echó en tierra en plena plaza pública frente a la antigua Iglesia parroquial, donde hoy se levanta la actual Catedral basílica de San Miguel y según las versiones de la época fue imposible moverla de ahí. Tras intentos infructuosos de levantar del suelo al animal se procedió entonces a abrir la caja ahí mismo. Después de retirar algunas envolturas, con gran sorpresa se dejó ver el rostro resplandeciente de una imagen de la Virgen María con el niño en sus brazos.
La noticia se difundió inmediatamente; La región oriental de la Intendencia de San Salvador se encontraba en revueltas fratricidas en aquel momento, se dice que tan pronto la imagen fue reconocida y admirada por la población, estas terminaron inmediatamente, deponiendo las armas, a la vez que volvía la calma a los vecinos que desesperados llevaban tiempo en angustiosas situaciones de desorden. Y para perpetuar aquel acontecimiento de gran trascendencia, se dio a la Imagen de la advocación el nombre de Virgen de La Paz.

### Lugar de Hallazgo
El Lugar exacto del hallazgo de la imagen de la advocación de la Reina de la Paz no está del todo esclarecido, debido a que los historiadores contemporáneos al acontecimiento narran estos hechos sin hacer específico de varios aspectos puntales. El único historiador que define un lugar específico es Jorge Lardé y Larín. Quien, al narrar las luchas entre los milicianos de San Miguel apoyados por los pueblos insulares contra los piratas provenientes de Inglaterra que se habían instalado en el Golfo de Fonseca a principios del año de 1682, afirma lo siguiente:

… "en su retirada (de los piratas) dejaron abandonada en el extinguido pueblo y puerto de Amapala, cerca de punta Chiquirín y frente a la isla de Zacatillo o Punta Zacate, la imagen de una Virgen, la de Nuestra Señora de la Paz, que en solemne procesión fue trasladada a la ciudad de San Miguel y jurada como milagrosa patrona por su fanático vecindario" (El Salvador: Historia de sus Pueblos, Villas y Ciudades, pág. 430).

Teniendo en cuenta el texto citado, el lugar preciso en donde se considera que fue encontrada la misteriosa caja que llevaba la imagen de la Reina de la Paz con el niño, sería la playa del antiguo pueblo y anteriormente puerto de Amapala, hoy llamado Pueblo Viejo a pocos kilómetros al sureste de la ciudad de La Unión.
Se manejan igualmente otras teorías, la más tradicional consideraba que tal imagen fue encontrada en la playa El Cuco (muy famosa entre la población de la urbe migueleña), pero hoy por hoy no parece tener mayor aceptación histórica por parte de los expertos. Esto debido a que no existen pruebas claras de que la mencionada playa estuviera habitada en esa época, ni tampoco es comprobable la existencia de un paso de mercaderes o comerciantes por tal lugar, que permita afirmar que fueron ellos quienes trajeron la misteriosa caja hasta la ciudad de San Miguel desde aquel sector.
Existe también una tercera teoría, defendida por el Pbro. Baltasar Garay e insinuada por algunos otros historiadores. La misma afirma que la caja donde estaba la imagen era conducida desde el Golfo de Fonseca por los mismos antiguos habitantes de la Isla de Meanguera, quienes venían huyendo de los piratas y deseaban instalarse en un lugar seguro de las tierras del norte, donde posteriormente se ubicaron.
Estos serían los que se afirma darían origen al pueblo de Meanguera, en Morazán; Estos, en su peregrinación hacia el norte, al pasar por la ciudad de San Miguel no pudieron sacar un paso más a la mula de carga, obligándose a bajarle la misteriosa y pesada caja en la plaza central. En este caso los que trajeron la Virgen no serían ni siquiera mercaderes, sino indígenas que llevaban aquella caja como botín de guerra rescatado de algún barco pirata o como propiedad de su comunidad, después de haberla encontrado en la playa. Y de igual forma esta se considera, esta era llevaba para entregarla a las autoridades locales, concretamente a la alcaldía, curato o convento de la en ese momento naciente ciudad de San Miguel.

### Milagro de 1787
La Tradición afirma que el día 21 de septiembre del año 1787 - A 105 años después del hallazgo-, el volcán Chaparrastique entre grandes y espantosos temblores de tierra y tempestuosas tormentas eléctricas, hizo una de sus más formidables erupciones que se tienen registro.
Según los cronistas de la época una enorme corriente de lava ardiente tomo rumbo a la ciudad, amenazándola de una inminente destrucción. Angustiados los vecinos, se congregaron en la plaza principal, junto a las autoridades locales, sacerdotes, religiosos franciscanos y mercedarios, quienes infundían confianza al afligido pueblo, exhortándolo a pedir a Dios misericordia con arrepentimiento de los pecados y a invocar la protección maternal de la Virgen María.
Decidieron con ello sacar la imagen de Nuestra Señora de la Paz a la puerta principal de la antigua Iglesia parroquial (Hoy Parroquia San Francisco de Asís). Y colocada que fue frente a las fuerzas volcánicas, al aparecer la sagrada Imagen, al grito de "Sálvanos Reina de la Paz", la corriente de lava inmediatamente tomó otro rumbo buscando al sur de la ciudad, llegando está según la tradición hasta los terrenos que actualmente ocupa la populosa Colonia llamada “Milagro de la Paz”; Ya en la nueva dirección el material incandescente cubrió grandes extensiones de tierras fértiles. Se refiere además que posterior al evento, en el cielo se dejó ver con toda la claridad la imagen de una palma formada por blancas nubes, cuyo pie fue a posarse en el inmenso cráter del turbulento volcán. Viendo en esto una señal del amparo de la Virgen, el pueblo decidió colocarle en la mano una palma de oro, semejante a la que habían contemplado.
Las autoridades vigentes en ese momento conocidas como Corporación Municipal, con distinguidos vecinos de la Ciudad, entre religiosos franciscanos y mercedarios, en nombre del pueblo agradecido formularon y juraron estos votos a su nueva Patrona:
- 1.º Celebrar a perpetuidad, todos los años, la conmemoración del portentoso milagro;
- 2.º La víspera del 21 de septiembre ayuno de todo el pueblo, rigurosos, hasta los niños de pecho, en señal de penitencia y mortificación voluntarias.

### Otros hechos
En enero del año 1833, El Salvador se encontraba nuevamente en una agitación por enfrentamientos internos de levantamiento popular, esta vez entre los llamados indios “nonualcos” dirigidos por Anastasio Aquino y las autoridades del gobierno militar en turno.
Posterior a la sofocación de la insurrección indígena, el bando triunfador al mando del coronel Narciso Benítez junto a sus tropas y entró en la ciudad de San Miguel. Donde contrario a lo que se esperaba, en lugar de tomar represalias contra la población indígena y como gesto de mostrar benevolencia hacia los migueleños y sustentar la reconciliación, mandó a sacar del atrio de la iglesia parroquial la venerada imagen de Nuestra Señora de La Paz. Posterior de alinear sus tropas en torno a la imagen, este se postró ante ella y colocó su espada a los pies de la advocación, tomándola por testigo. El coronel Benítez volvió a tomar su espada y después de haberle rendido homenaje a la Virgen la regresó a su Santuario, dicho acontecimiento fue tomado como un milagro por la población, debido al caos inminente que presagiaba su visita a la comunidad indígena y ladina de la región oriental del país.
El jueves 25 de junio de 1903, entre las cinco y seis horas de la tarde, un estruendo conmovió a la ciudad de San Miguel. Un rayo fulminó sobre la cúpula de la Iglesia de San Francisco, en ese momento templo e iglesia parroquial que cobijaba la imagen. La chispa eléctrica produjo un incendio que comenzó en el camarín de la mencionada entalladura, quemándole las vestiduras de la Imagen, ennegreciendo y ampollando el retoque, pero misteriosamente sin dañar las perfecciones escultóricas. Al saberse la noticia del hecho, y no obstante que por las calles se hacía difícil transitar por la tormenta eléctrica, al momento el templo se llenó de fieles. La consternación era general en la feligresía.
Posteriormente se llamó al escultor guatemalteco, D. Cipriano Dardón considerado el mejor de aquel país, para restaurar la imagen. Con ese fin se la llevó en procesión de la Iglesia parroquial a la de Santo Domingo, llevando la Imagen y el Niño cubiertos el rostro, en medio de una manifestación impresionante. El trabajo lo hizo el escultor en la sacristía de este último templo. Después de casi tres meses, fueron entregadas las imágenes, siendo conducidas en solemne procesión de nuevo a la Iglesia parroquial, en recorrido por céntricas calles, entre entusiasmo colectivo, estallido de petardos y músicas marciales.

## Origen de la Imagen
Si bien la mencionada entalladura muestra una clara tendencia de origen europeo, no existen datos precisos sobre el posible escultor o el taller donde se esculpió la imagen. Sin embargo, se considera posiblemente que esta se hubiese traído desde España, como la mayoría de las imágenes religiosas de ese tiempo. De hecho, los rasgos de su escultura coinciden mucho con las de otras imágenes marianas españolas. Fuera de lo anterior no se ha podido confirmar ninguna hipótesis, aunado además está el dato que la mencionada imagen nunca ha sido reclamada o identificada con otra advocación anteriormente reconocida por parte de alguna comunidad católica europea, ni mucho menos mostrarse como los responsables de su erigimiento.
En los poblados de Beas de Segura y Medina Sidonia ubicados en la provincias de Jaén y Cádiz respectivamente, ambas de España; existen dos imágenes marianas también bajo el nombre de la advocación Nuestra Señora de la Paz; si bien el parecido es bastante notable, su culto es relativamente más reciente, ya que las mismas datan en su reconocimiento de patronazgo no-oficial desde 1873 en el caso de la venerada en Jaén y en 1738 en el caso de la encontrada en Cádiz en el siglo XIX y XVIII respectivamente; por lo cual sería por demás arbitrario afirmar si la advocación salvadoreña tendría alguna relación con el origen de dichas imágenes o viceversa.

## Erigimiento de Catedral y Patronato oficial
El 21 de noviembre de 1862 el entonces presidente de El Salvador Capitán General Gerardo Barrios, natural del departamento de San Miguel, colocó la primera piedra de la actual Catedral, santuario que guarda actualmente la Imagen de la advocación. Los trabajos culminaron el 21 de noviembre de 1962, justamente cien años después, dándose apertura a la feligresía, siendo Obispo de la Ciudad en ese momento Mons. Miguel Ángel Machado.
La imagen se trasladó desde su primer templo –la Iglesia de San Francisco- en un altar de mármol de Carrara, aparte de ello también se trasladaron numerosos vitrales con imágenes que narran pasajes bíblicos, estos según la tradición provenientes de México. En la parte exterior lucen en mármol las estatuas del Capitán D. Luis de Moscoso, fundador de la ciudad y del Capitán General Gerardo Barrios, iniciador de los trabajos de la Catedral.

### Coronación de la Virgen de la Paz
El reconocimiento de patronazgo por parte de la Diócesis de San Miguel y la Iglesia católica de El Salvador tuvo lugar el 21 de noviembre de 1921. El primer Obispo de San Miguel, Mons. Dueñas y Argumedo –yacente en la cripta del Santuario- obtuvo del papa Benedicto XV la Coronación Canónica de la Virgen de la Paz.
La ceremonia tuvo lugar en el parque frente a la Catedral. Se efectuó después de la Misa Pontifical oficiada por Mons. Dueñas; la homilía estuvo a cargo de Mons. Félix Ambrosio Guerra, arzobispo de Santiago de Cuba. En presencia del Señor presidente de la República de El Salvador, Don. Jorge Meléndez, acompañado de su gabinete de Gobierno y ministros, del Cuerpo Diplomático y Consular, arzobispo y obispos de Centroamérica y miles de personas asistentes.
En el momento de ser colocada la Corona en la Imagen, el Jefe de Estado depositó un simbólico bastón de mando a los pies de la Imagen y más de 150 palomas blancas fueron echadas al vuelo como signo de paz. Se cantó el Himno Oficial de la Coronación Pontificia (Actual Himno a la Virgen de La Paz), cuya letra escribió el Sr. Obispo Dueñas y la música compuesta por el italiano Juan Aberle, mismo que también lo hiciese anteriormente para el Himno Nacional del país centroamericano.
En memoria de este acontecimiento se celebra cada aniversario con una Misa solemne en la Catedral migueleña y posteriormente una populosa procesión, que recorre las principales calles y avenidas de la ciudad.
También desde entonces quedó establecida la llamada "Romería de Peregrinos" en honor a la Reina de la Paz.

## Mención del Papa Pio XII
Con ocasión del Congreso Eucarístico Nacional realizado en El Salvador en el año de 1942, el papa Pío XII dirigiéndose a la feligresía salvadoreña, hizo la siguiente mención a la advocación:

…"Que Nuestra Señora de la Paz os coloque a todos bajo el amparo del simbólico ramo que en su Iglesia de San Miguel alza en su mano derecha, y cuyo nombre amaríamos ver proyectado sobre el mundo entero."

## Proclamación oficial de Patronazgo Nacional
El 10 de octubre de 1966, el papa Pablo VI, a través de la Sagrada Consagración de Ritos, constituyó y declaró de manera perpetua, a Nuestra Señora de la Paz en San Miguel, con el título de Patrona Principal de la República de El Salvador, con todos los honores y privilegios litúrgicos correspondientes.